# Dole, Idrija
Dole so naselje v Občini Idrija. Sestavljata ga dva glavna zaselka: Gorenje Dole in Dolenje Dole.